# Paolo Rónald Montero Iglesias
Paolo Rónald Montero Iglesias (Montevideo, Uruguai, 3 de setembre de 1971), és un exfutbolista uruguaià que ocupava la posició de defensa. Va ser internacional absolut per la Selecció uruguaiana de futbol en 61 ocasions i va marcar 5 gols. La seva època més prolífica la va passar a la Serie A, i sobretot a la Juventus FC. El seu últim equip va ser el CA Peñarol, club que l'havia vist créixer.

## Trajectòria

### CA Peñarol
Nascut a Montevideo en un entorn futbolístic, el seu pare, Julio Montero també va ser futbolista internacional uruguaià. Després de formar-se en les categories inferiors del Peñarol, va jugar-hi durant dues temporades com a professional abans de ser traspassat a l'Atalanta BC de la Serie A italiana.

### Atalanta BC
Durant la seva primera temporada al club italià es va consolidar en l'eix de la defensa, va arribar a disputar 27 partits, marcant 2 gols durant la temporada del seu debut a la Serie A. Durant la següent temporada va continuar exhibint una gran forma i va disputar fins a 30 partits al campionat nacional, tot i això, no va poder evitar el descens del seu equip a la Serie B. L'infern de la segona divisió només va durar un any, ja que l'equip va tornar a la Serie A només una temporada després, durant aquell any Montero va disputar fins a 34 partits. Durant la temporada 1995-96 la sort no va acompanyar-lo massa i va perdre's uns quants partits a causa de les lesions, arribant a disputar tan sols 23 partits a la Serie A. Tot i això, el seu destacat rendiment durant les quatre temporades a l'equip nord-italià va portar-lo a fitxar la temporada següent per un dels grans equips italians, la Juventus FC.

### Juventus FC
La primera temporada amb l'equip torinès la va completar amb molt d'èxit, arribant a disputar 30 partits de la Serie A en l'eix de la defensa. En l'equip biaconeri va guanyar quatre Scudettos. Durant els deu anys que va vestir la samarreta de la Juventus va compartir l'eix de la defensa amb jugadors com Ciro Ferrara, Mark Iuliano, Gianluca Pessotto, Lilian Thuram, Alessandro Birindelli, Igor Tudor, Nicola Legrottaglie o Fabio Cannavaro. El 2005 dona per acabada la seva etapa italiana i torna a sud-amèrica, el CA San Lorenzo va ser el seu destí.

### CA San Lorenzo
La seva curta estada a l'equip argentí va estar dominada per les lesions, fet que no permetre-li jugar amb constància. El 2006 tot i les ofertes de diversos equips europeus va decidir tornar a l'equip de la seva infància, el CA Peñarol.

### CA Peñarol
A l'equip uruguaià va jugar-hi només una temporada, disputant 26 partits i marcant un gol. Els continus problemes físics van precipitar la seva retirada al final de la temporada 2006-07.

## Palmarès

### Juventus FC
- 4 Serie A: 1996-97, 1997-98, 2001-02, 2002-03.
- 3 Supercoppa Italiana: 1997, 2002, 2003.
- 1 Supercopa d'Europa: 1996.
- 1 Copa Intercontinental: 1996.